# ملف تعريف مهني
تُستخدم ملفات التعريف المهنية أو الملفات المهنية (بالإنجليزية: Career portfolio) لتخطيط وتنظيم وتوثيق التعليم ونماذج العمل والمهارات. ويستخدم الأشخاص ملفات التعريف المهنية للتقدم بطلبات للحصول على وظائف والالتحاق بالكليات أو البرامج التدريبية والحصول على راتب والتمتع بمهارات قابلة للنقل ولتتبع تطور الخبرة الوظيفية. وتُعتبر المحافظ أكثر تفصيلاً من السيرة الذاتية، التي تُستخدم لتلخيص ما سبق ذكره أعلاه في صفحة واحدة أو صفحتين. وملفات التعريف المهنية هي بمثابة دليل على مهارات الفرد وقدراته وإمكاناته في المستقبل.
ويزداد شيوع ملفات التعريف المهنية في المدارس الثانوية والكليات وتنمية القوى العاملة. [بحاجة لمصدر] الكثير من البرامج المدرسية ستتيح لطلابها إنشاء ملف تعريفي مهني وتحديثها واستخدامها قبل الانتقال إلى المستوى التالي من حياتهم.
وملفات التعريف المهنية تساعد في الحصول على وظيفة أو القبول في معاهد تعليمية أعلى. ويجب أن يكون ملف التعريف المهني شخصية وأن تحتوي على معلومات مهمة. والعناصر التي يجب إدراجها تتضمن (على سبيل المثال لا الحصر) المعلومات الشخصية والتقييمات ونماذج من العمل والجوائز وشهادات التقدير. وغالبًا ما يتم الاحتفاظ بملفات التعريف المهنية في ملف لحفظ المستندات أو عبر الإنترنت على شكل محفظة إلكترونية يتم تحديثها في كثير من الأحيان. ويتم استخدام ملف التعريف المهني كأداة تسويقية في تسويق الشخص للارتقاء المهني. وفي بعض الصناعات، عادة ما يطلب أصحاب العمل أو مكاتب القبول تقديم ملف تعريفي مهني، لذلك فإنها فكرة حكيمة أن تكون لديك نسخة محدثة في متناول يدك.

## الملف التعريفي المهني عبر النت
في القرن الحادي والعشرين شقت تكنولوجيا الإنترنت طريقها للمحافظ الوظيفية لا سيما في سوق الوظائف الرقمي. وبينما لا تزال السير الذاتية سائدة فمن الشائع دعمها من خلال موقع إلكتروني يحتوي على بيانات شخصية وتفاصيل الاتصال والخبرة العملية.
وباتت مواقع الويب الاجتماعية الخاصة بعرض ملفات التعريف المهنية مثل موقع (لينكد إن) مشهورة كما هو الحال بالنسبة للخدمات المقدمة من مواقع إلكترونية التي تعرض استضافة ملفات التعريف المهنية للعملاء.
وتُعتبر (Resume Reels) وأشرطة العرض من أنواع ملفات التعريف المهنية. وتُستخدم من قِبل الكثير في مجال الفنون مثل الموسيقيين والممثلين والفنانين وحتى الصحفيون.
كما يبحث المهنيون المبدعون عن مواقع إلكترونية تستعرض ملفات التعريف المهنية لتحقيق التواجد عبر الإنترنت لتقديم أعمالهم بطريقة أكثر مهنية وأناقة.

## الصناعات
هناك نوع نموذجي من ملفات التعريف المهنية وهو الذي يتم استخدامه من قِبل الفنانين. تتألف الملف التعريفي الفني من الأعمال الفنية التي يمكن للفنان أخذها معه للمقابلات الخاصة بالعمل والمؤتمرات والمعارض وغيرها من فرص إقامة العلاقات الأخرى لعرض أعماله وإعطاء الآخرين فكرة عن نوعية أعمال الفنان. ويمكن أن تكون ملفات التعريف الفنية، ذات أحجام مختلفة وعادة ما تتألف من مجموعة من الصور الفوتوغرافية تتراوح من 10 إلى 20 صورة لأفضل أعمال الفنان. وبعض الفنانين يصممون محافظ متعددة لعرض أنماط مختلفة وللتقدم لأنواع مختلفة من الوظائف. على سبيل المثال، قد تكون محفظة ما خاصة بشكل رئيسي بعمل رسوم توضيحية فنية وأخرى تكون خاصة بالرسم السريالي أو النحت.
وعادة ما تستخدم عارضات الأزياء والممثلون محافظ إلكترونية لعرض حياتهم المهنية مع عرض رقمي للصور الفوتوغرافية والسير الذاتية والمهارات. ويمكن أن تتضمن المحافظ الخاصة بالموهوبين أيضًا مقاطع فيديو.
وعادة ما يستخدم فنانو الرسوم المتحركة ملفات عرض، التي تُعرف أيضًا باسم "أشرطة العرض"، بدلاً من أو بالإضافة إلى المحافظ المهنية لإظهار مهاراتهم لأصحاب العمل المحتملين. وأشرطة العرض التجريبية كانت تاريخيًا عبارة عن شرائط نظام الفيديو المنزلي ([VHS]]) القصيرة ولكن الآن بات معظمها عبارة عن شرائط قرص الفيديو الرقمي (دي في دي). وعادة ما تكون أشرطة العرض التجريبية أقل من دقيقتين وتستعرض بعض أفضل الأعمال الخاصة بالفنان.
وفي الصناعات التي لا تستخدم عادة محافظ، يمكن أن يكون ملف التعريف المهني وسيلة للتميز عن المنافسين الآخرين في مقابلات الحصول على وظائف. على سبيل المثال، يمكن للمبرمجين استخدام المحافظ جنبًا إلى جنب مع السيرة الذاتية من أجل عرض أفضل الأعمال وإلقاء الضوء على أبرز المشروعات.

## وصلات خارجية
- Useful guide to creating a Design Portfolio
- Career Portfolio Tips & Tricks